# コーンウォール島

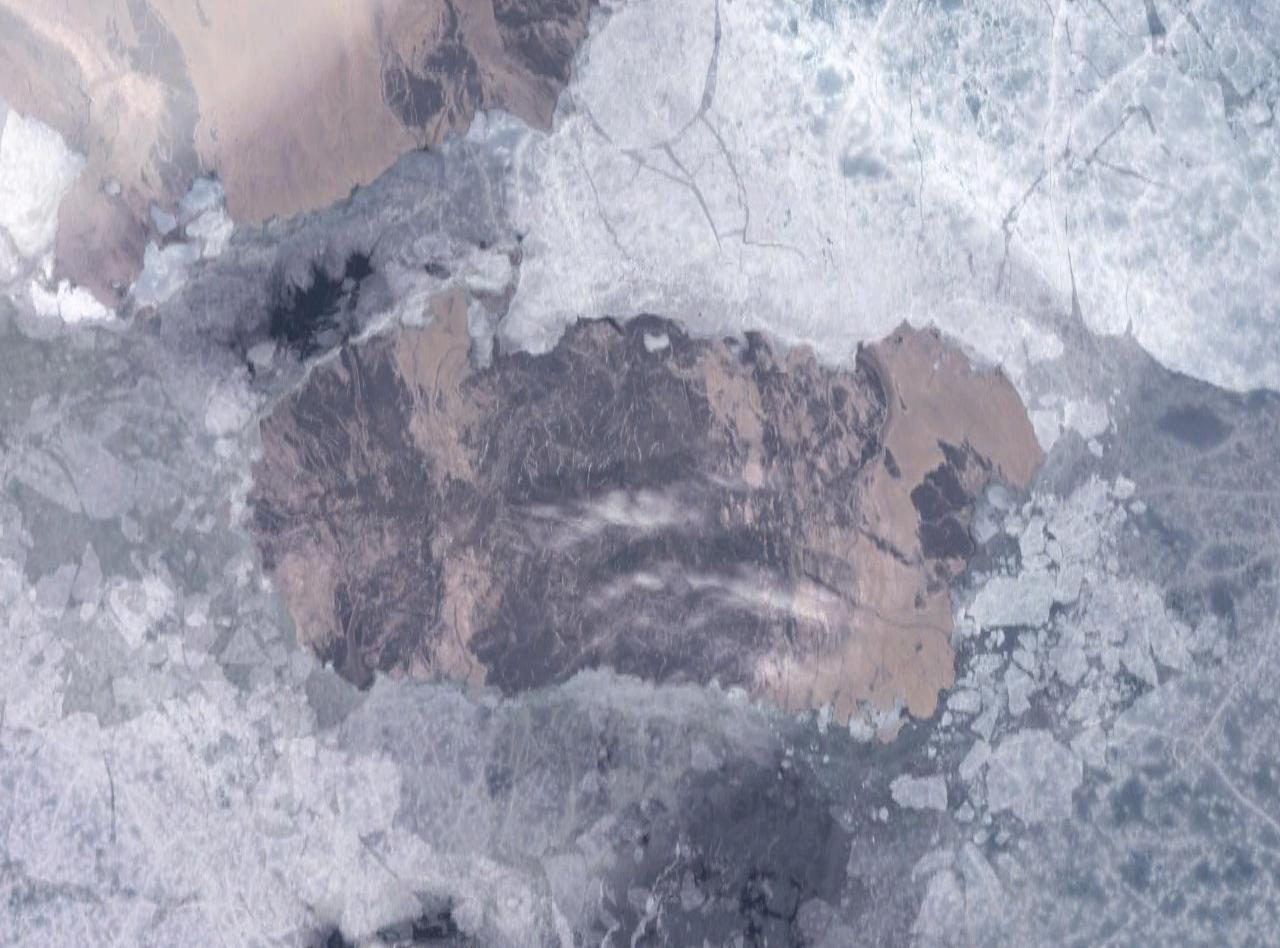
NASA 地球資源探査衛星によるコーンウォール島の写真

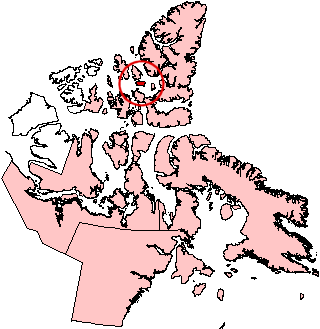
コーンウォール島の位置

コーンウォール島（Cornwall Island）は、カナダのヌナブト準州に属し、クイーンエリザベス諸島を構成する島の一つ。面積は2,358 km2である。最高点は北部海岸にあるニコライ山の海抜350 mである。
ヨーロッパ人による最初の航海は、1852年8月にイギリスのエドワード・ベルチャーによるものであり、当時のコーンウォール公エドワード王子にちなんで名付けられた。